# Невидима інвалідність

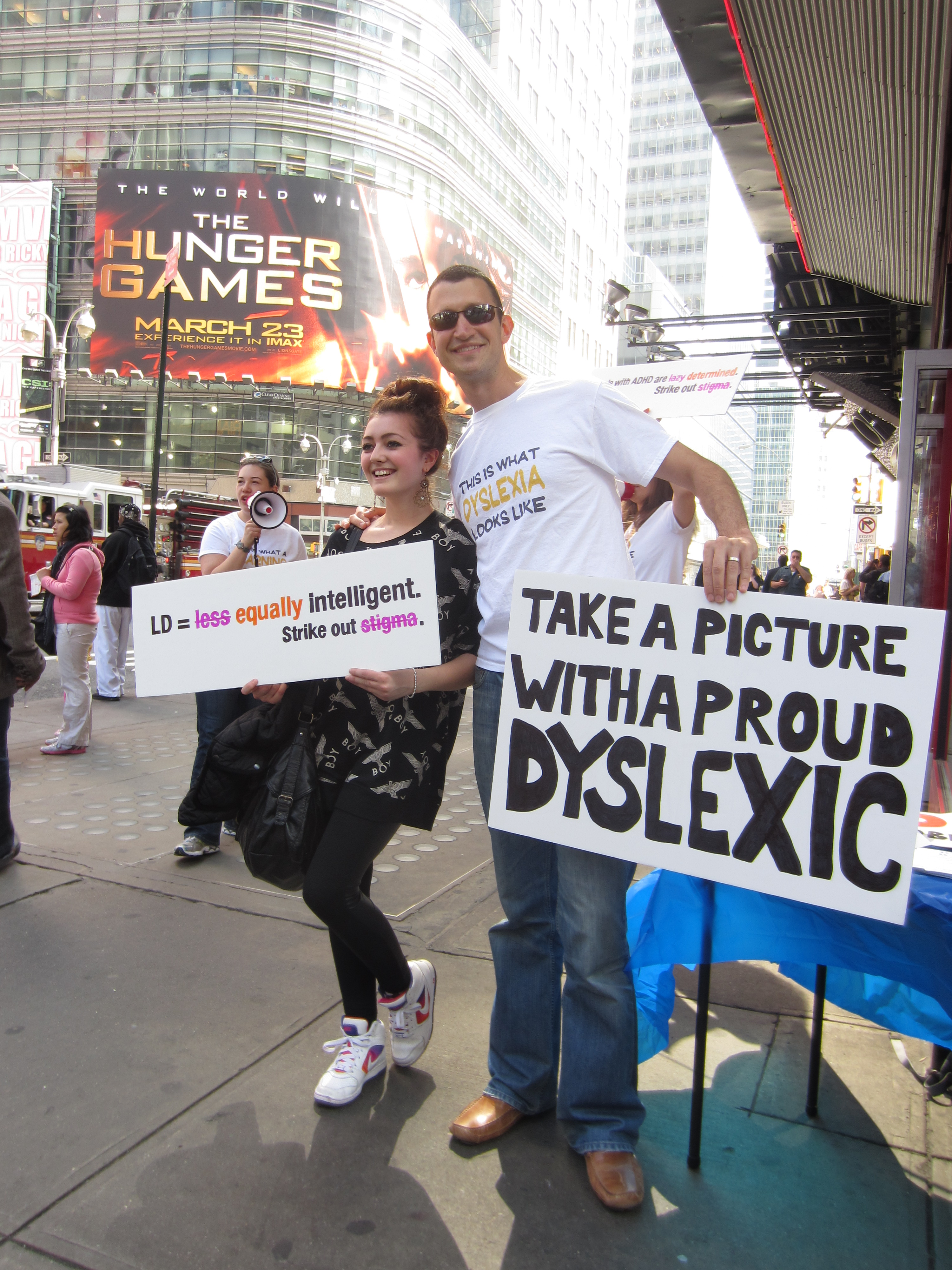
Жінка тримає табличку з написом «LD (розлади навчання) = Менш однаково інтелектуальні / Викреслити стигму» позує для фото на Таймс-сквер із чоловіком, який тримає табличку з написом «Сфотографуйся з гордим дислексиком». Захід був проведений проектом Eye-to-Eye з метою підвищення обізнаності про Місяць людей із вадами навчання.

Невидима інвалідність, також відома як прихована або невидима вада або порушення — це такий тип інвалідності, який не відразу стає помітним. Як правило, це хронічні захворювання та стани, які значно погіршують нормальну повсякденну діяльність.
Наприклад, деякі люди з вадами зору чи слуху, які не носять спеціальних окулярів чи слухових апаратів, або користуються непомітними слуховими апаратами, можуть не мати очевидних рис інвалідності. Деякі люди з втратою зору можуть носити контактні лінзи.
Невидимі порушення можуть також включати проблеми з рухливістю, як-от хронічний біль у спині, проблеми із суглобами або хронічний біль. Люди з такими порушеннями можуть не користуватися допоміжними засобами для пересування, тому що тяжкість болю або рівень рухливості може змінюватися день у день. 
Психічні розлади або захворювання, такі як СПАУ, депресія, тривога, залежність, дислексія, аутизм або шизофренія, також класифікуються як невидимі вади, оскільки вони зазвичай не виявляються відразу.
96 % людей з хронічними захворюваннями мають невидиму інвалідність. За оцінками, 1 з 10 американців живе з невидимою інвалідністю. Це число, ймовірно, найвище в усьому світі, оскільки 80 % усіх людей з інвалідністю живуть у країнах, що розвиваються.

## Вплив
Невидимі вади можуть заважати людини ходити до школи, працювати, спілкуватися тощо. Незважаючи на те, що інвалідність створює труднощі для людини, яка її має, іншим може бути важко розпізнати або визначити ступінь інвалідності. Деякі люди можуть прожити більшу частину свого життя, поки їм не буде встановлено правильний діагноз. Учням з когнітивними порушеннями важко організувати та виконати шкільну програму, але вчителі, які не знають причини труднощів учня чи учениці, можуть ставати нетерплячими. 
Це нерозуміння може завдати шкоди соціальному капіталу людини. Люди можуть вважати людину з невидимою вадою ледачою, слабкою або антисоціальною. Інвалідність може спричинити втрату зв'язків із друзями чи родиною через брак розуміння, що потенційно може призвести до зниження самооцінки. Люди з невидимими вадами можуть відчувати провину та почуття нерозуміння, що може призвести до негативного самосприйняття. Люди із захворюванням, яке не відразу помітно, наприклад, хронічною мігренню, можуть боротися зі страхом бути звинуваченими у фальсифікації хвороби чи брехні.
Деякі працівники з невидимою інвалідністю вирішують не повідомляти своєму роботодавцю про свій діагноз через соціальну стигму, спрямовану на людей з інвалідністю, як на робочому місці, так і в суспільстві загалом. Це може статися, коли йдеться про психіатричну інвалідність або низку інших невидимих захворювань. Дослідникам у сфері людських ресурсів може знадобитися взяти цю «таємницю» до уваги під час проведення досліджень. Багато людей, які думають про людей з інвалідністю, загалом вважають їх статки нижчими за середні через їхні витрати на лікування, а також через те, що багато людей з інвалідністю часто не мають надійної роботи на повний робочий день. Згідно з одним опитуванням, проведеним у США, 74 % людей з інвалідністю не користуються інвалідним візком чи іншими допоміжними засобами, які можуть візуально відобразити їх інвалідність. Опитування 2011 року показало, що 88 % людей з невидимою інвалідністю отримали негативне сприйняття інформації про свою інвалідність роботодавцем. Дослідження студентів з інвалідністю 2022 року показало, що люди з невидимими вадами відчували меншу підтримку з боку свого навчального закладу, ніж їхні видимі колеги. Учні з видимими вадами більш схильні ідентифікувати себе як інваліди та розкривати свою особу порівняно зі студентами з невидимими вадами. Дані Бюро статистики праці за 2017 рік стверджують, що рівень безробіття серед осіб з невидимою інвалідністю вищий, ніж серед тих, хто її не має. BBC стверджує, що рівень безробіття у людей з ВІЛ втричі вищий, ніж у людей без ВІЛ. 
Крім роботи, дані Бюро статистики праці також показали, що люди з невидимою інвалідністю також мають менші шанси здобути ступінь бакалавра або вищу освіту. Дослідження у Великій Британії повідомляє, що люди з інвалідністю в середньому платять із власної кишені приблизно £583 на місяць на додаткові витрати, пов'язані з їхньою інвалідністю. Науковий журнал Nature опитав людину, яка бореться із синдромом хронічної втоми, яка повідомила, що відвідала 117 прийомів у лікаря та сплатила 18 000 доларів із власної кишені лише у 2017 році.

## Поширеність
Згідно з даними Всесвітньої організації охорони здоров'я, приблизно 1,3 мільярда людей у всьому світі мають значну інвалідність, що становить щонайменше 16 % світового населення.
У Сполучених Штатах 96 % людей із хронічними захворюваннями не виявляють зовнішніх ознак своєї хвороби, а 10 % відчувають симптоми, які вважаються інвалідністю.
У Сполученому Королівстві опитування, проведене з 2020 по 2021 рік, показало, що понад 28 % людей мають інвалідність, причому приблизно від 70 до 80 % цих інвалідів є непомітними.
В Австралії у статті, опублікованій у листопаді 2022 року, зазначено, що з приблизно 4,4 мільйона австралійців з інвалідністю, приблизно 3,5 мільйона або 80 % з них мають невидиму інвалідність.

## Громадські кампанії
У Сполученому Королівстві активістка Аталі Алтай у 2021 році розпочала кампанію «Покінчити з фальшивими заявами» (англ. End Fake Claiming Campaign), щоб підвищити обізнаність про переслідування, з якими стикаються люди з невидимими вадами. Кампанія закликає уряд Великобританії оновити закони про злочини на ґрунті ненависті.
Crohn's & Colitis UK проводила кампанію щодо встановлення в організаціях і на підприємствах знаків із повідомленням «Не кожна інвалідність помітна».

## Зовнішні посилання
- Некомерційна організація «Асоціація невидимих інвалідів» у Паркері, штат Колорадо
- Веб-сайт ButYouDontLookSick.com, блог, дошка оголошень і чат